# Hacène Lalmas
Hacène Lalmas (Argel, Argelia, 2 de marzo de 1943-7 de julio de 2018) fue un futbolista argelino.

## Trayectoria
Fue internacional con la selección de fútbol de Argelia y disputó la Copa Africana de Naciones 1968. Fue campeón de la Championnat National de Première Division y la Copa de Argelia en las temporadas 1965-66, 1968-69 y 1969-70.